# Svarthuvad grönfink
Svarthuvad grönfink (Chloris ambigua) är en asiatisk fågel i familjen finkar inom ordningen tättingar. Den förekommer i bergstrakter i södra Kina och norra Sydostasien. IUCN kategoriserar den som livskraftig.

## Kännetecken

### Utseende
Svarthuvad grönfink är en medelstor (12,5-14 cm), mörkhuvad fink med en blek, konformad näbb, gult inslag i vingen och kluven stjärt. Hanen är olivgrön ovan, gul under med olivgröna diffusa fläckar på bröst och flanker, svartaktig hjässa och örontäckare och med ett gråvit band över större täckarna. Honan saknar det mörka på huvudet och är mer streckad ovan och under. Den skiljer sig från liknande himalayagrönfinken genom avsaknad av tydligt ögonbrynsstreck samt de gråvita inslagen på vingen.

### Läten
Det typiska lätet är ett klingande "titutitu" uppblandat med hårdare "chututut", stigande "jieuu" och mjuka "chu-chu". Sången är ett utdraget väsande som upprepas och avslutas med lätet.

## Utbredning och systematik
Svarthuvad grönfink delas upp i två underarter med följande utbredning:
- Chloris ambigua taylori – förekommer i bergstrakter i sydöstra Tibet och västligaste Sichuan
- Chloris ambigua ambigua – förekommer i bergstrakter från sydöstra Tibet, norra Myanmar, norra Laos och nordvästra Tonkin

Arten har observerats i Sverige, men det har bedömts osannolikt att den nått landet på naturlig väg.

### Släktestillhörighet
Länge placerades grönfinken och dess närmaste släktingar i släktet Carduelis, men genetiska studier har visat att detta är polyfyletiskt, där grönfinkarna endast är avlägset släkt med de övriga och står snarare närmare ökenfinken och finkarna i släktet Rhynchostruthus. Numera urskiljs grönfinkarna därför i det egna släktet Chloris.

## Levnadssätt
Svarthuvad grönfink återfinns i bergstrakter med öppna barr- och lövskogar. Den lever mestadels av frön och ses födosökande i buskar, på marken eller lågt i vegetationen i par eller små familjegrupper, vintertid i större flockar. Fågeln häckar mellan juli och oktober. Den bygger ett prydligt skålformat bo som placeras på en trädgren, vanligtvis tall. Däri lägger den tre till fyra ägg.

## Status och hot
Arten har ett stort utbredningsområde och en stor population med stabil utveckling och tros inte vara utsatt för något substantiellt hot. Utifrån dessa kriterier kategoriserar internationella naturvårdsunionen IUCN arten som livskraftig (LC). Världspopulationen har inte uppskattats men den beskrivs som lokalt vanlig.